# Zweeds kampioenschap wielrennen op de weg
Het Zweeds kampioenschap wielrennen op de weg is in de vier onderdelen wegwedstrijd en individuele tijdrit bij zowel de mannen als de vrouwen een jaarlijkse georganiseerde wielerwedstrijd waarin om de nationale titel van Zweden wordt gestreden. De kampioen draagt een jaar lang in de categorie waarin de titel werd behaald een trui in de kleuren van de vlag van Zweden.
In 1920 werd het eerste kampioenschap in het tijdrijden voor mannen georganiseerd en in 1930 het eerste kampioenschap in de wegwedstrijd.

## Mannen

### Wegwedstrijd

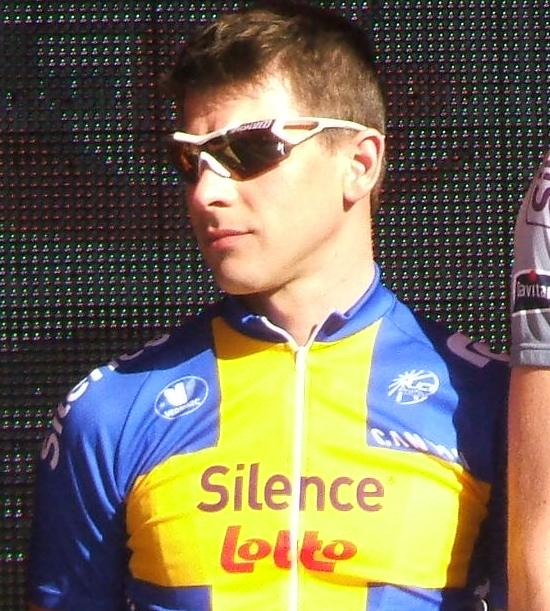
Jonas Ljungblad won in 2005 en 2008

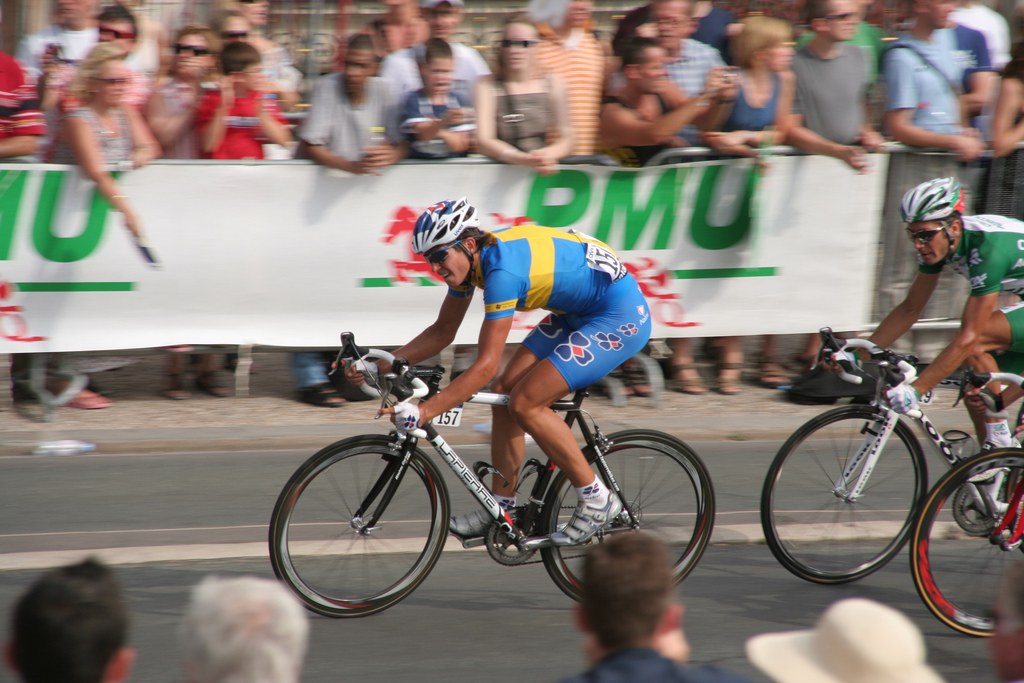
Thomas Lövkvist won in 2006

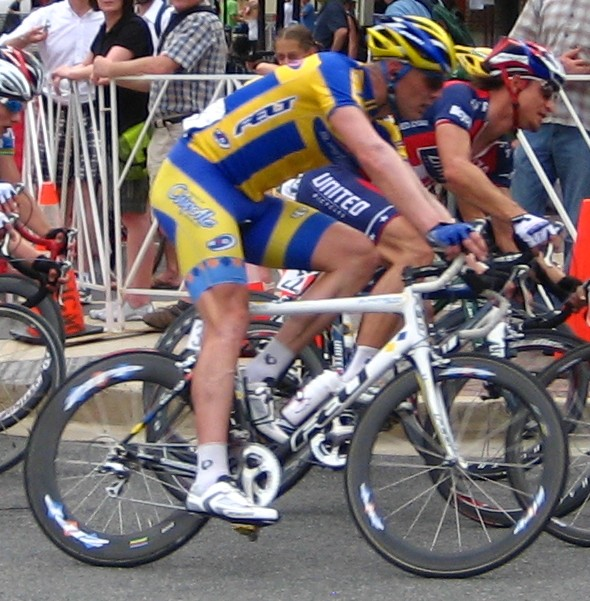
Magnus Bäckstedt won in 2007

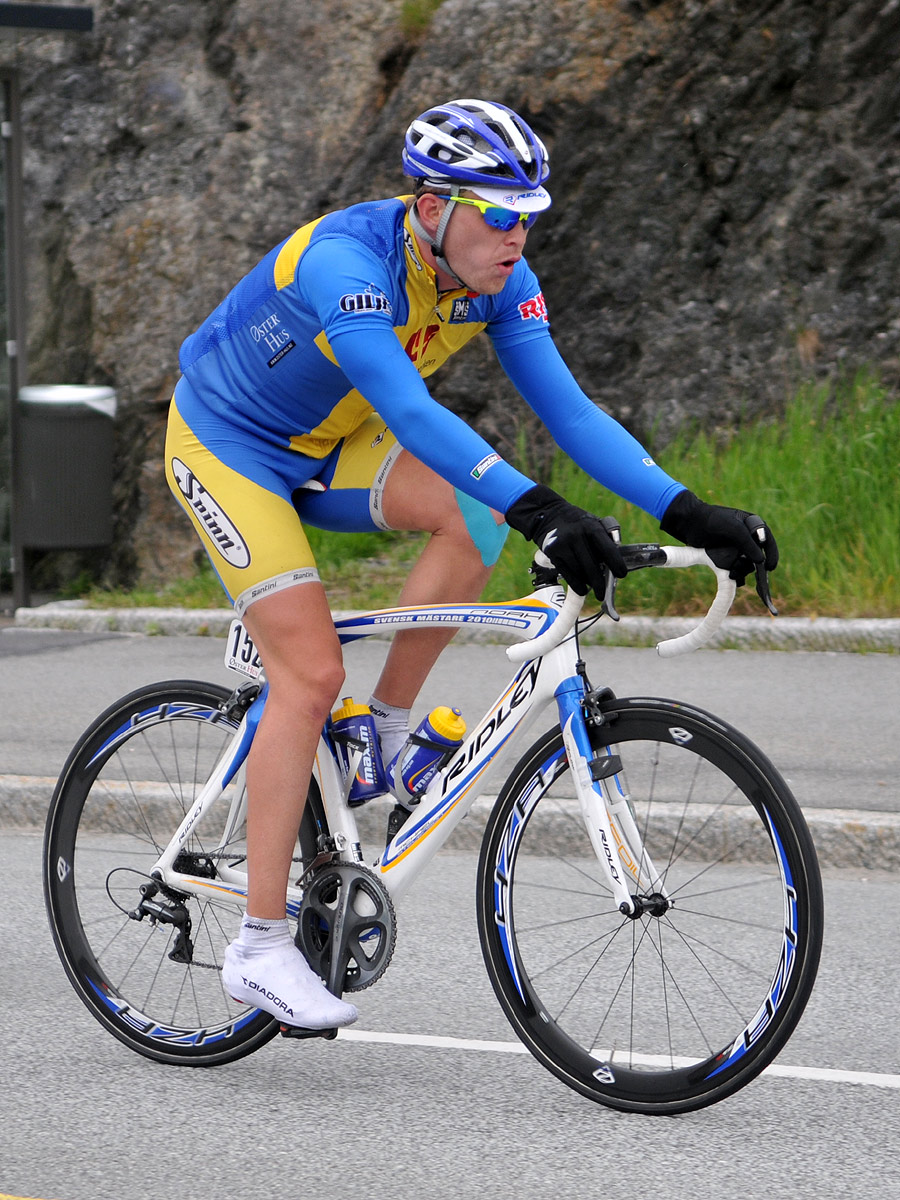
Michael Stevenson won in 2010

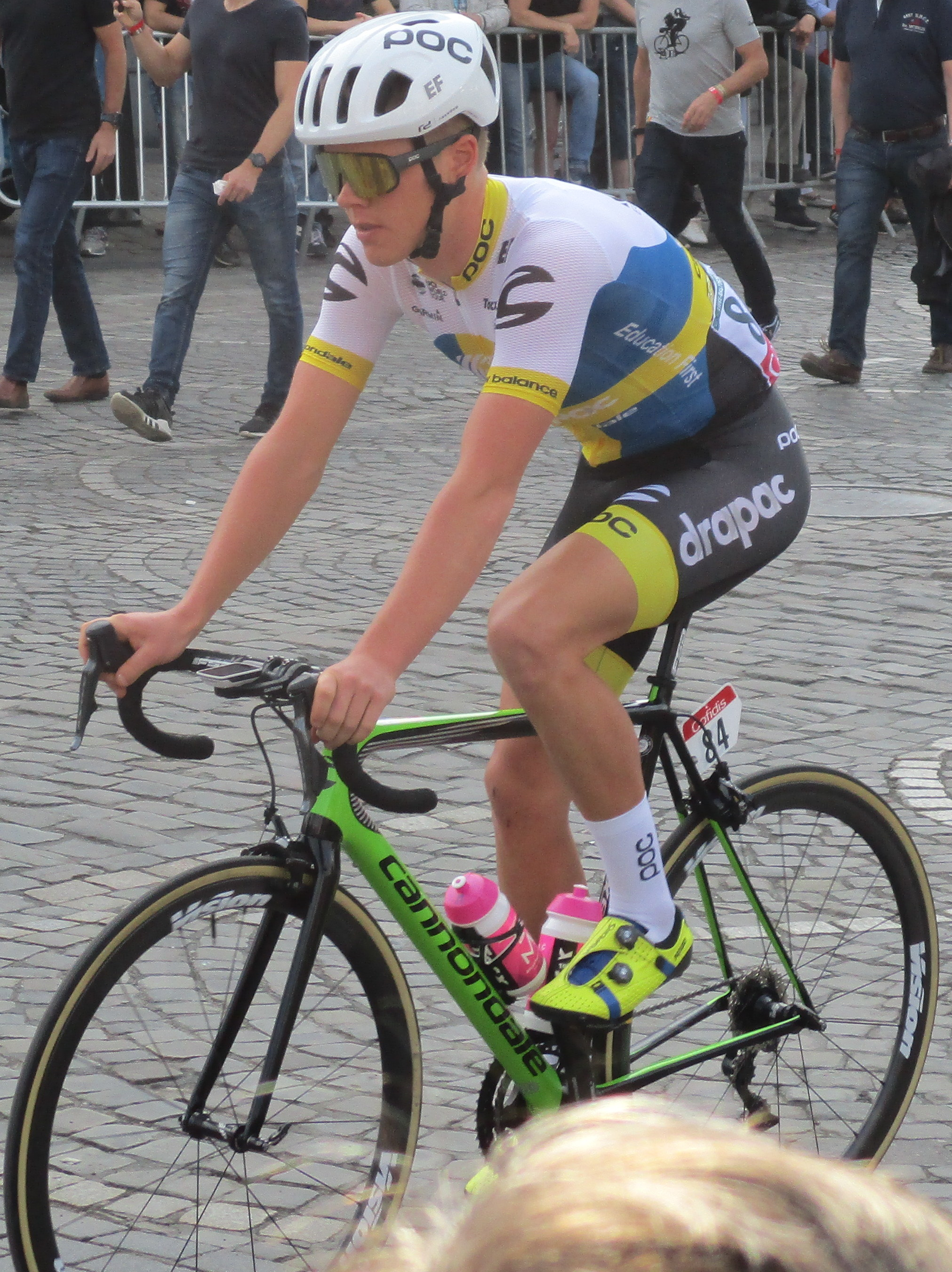
Kim Magnusson won in 2017 en 2020

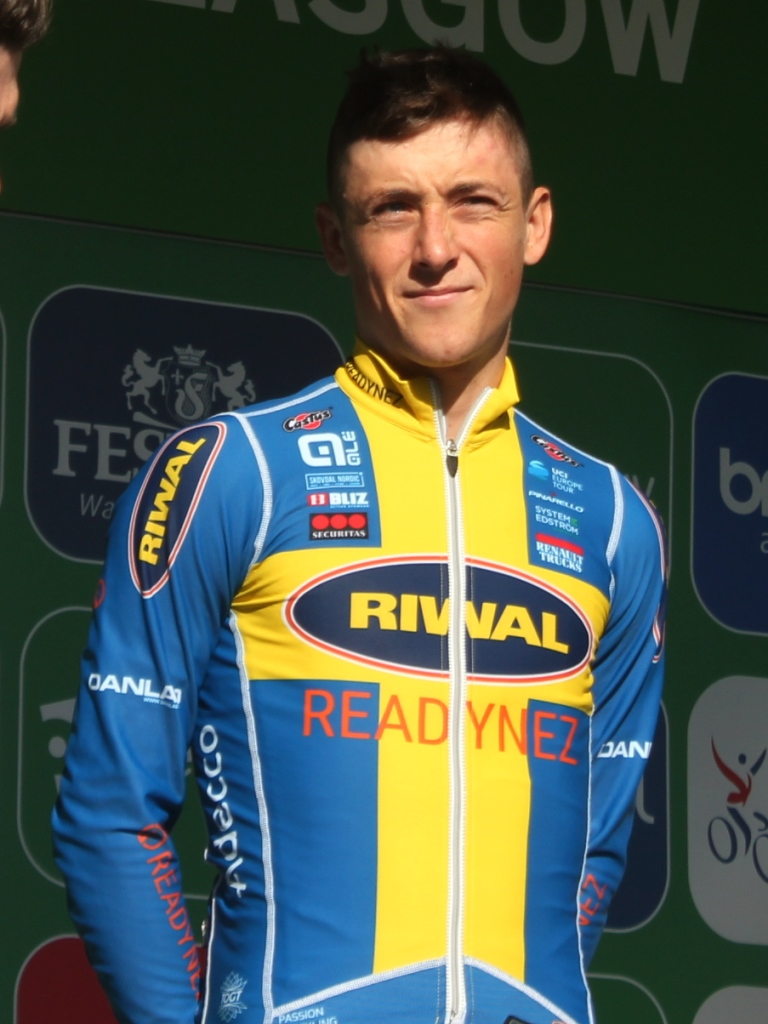
Lucas Eriksson won in 2018, 2019, 2022 en 2023

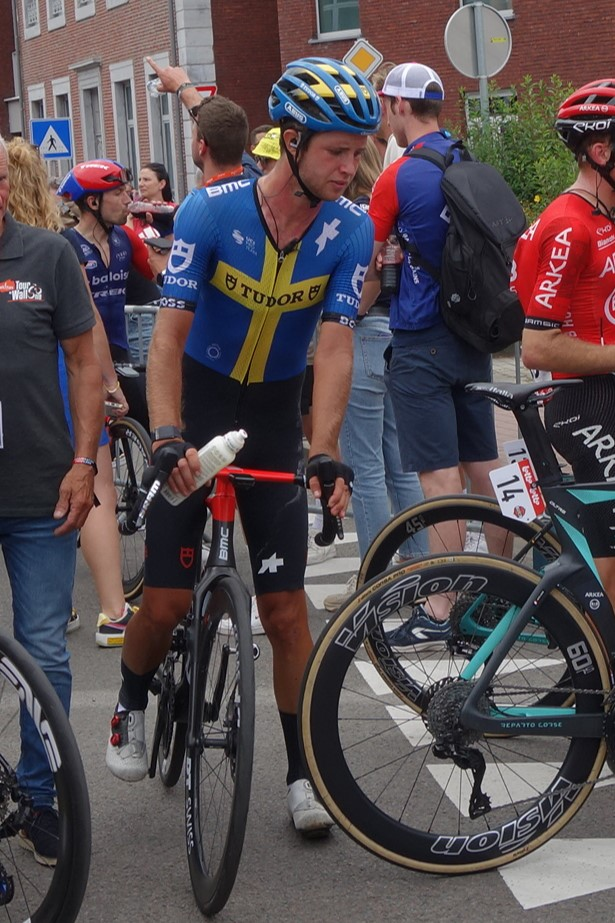
Zijn jongere broer Jacob Eriksson won in 2024

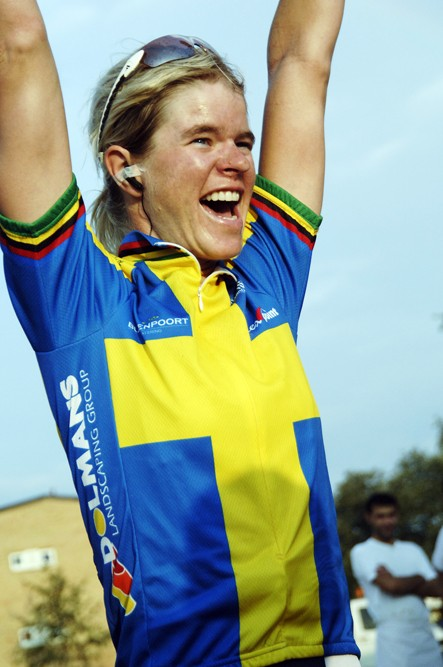
Susanne Ljungskog werd vijf keer Zweeds kampioene wielrennen op de weg

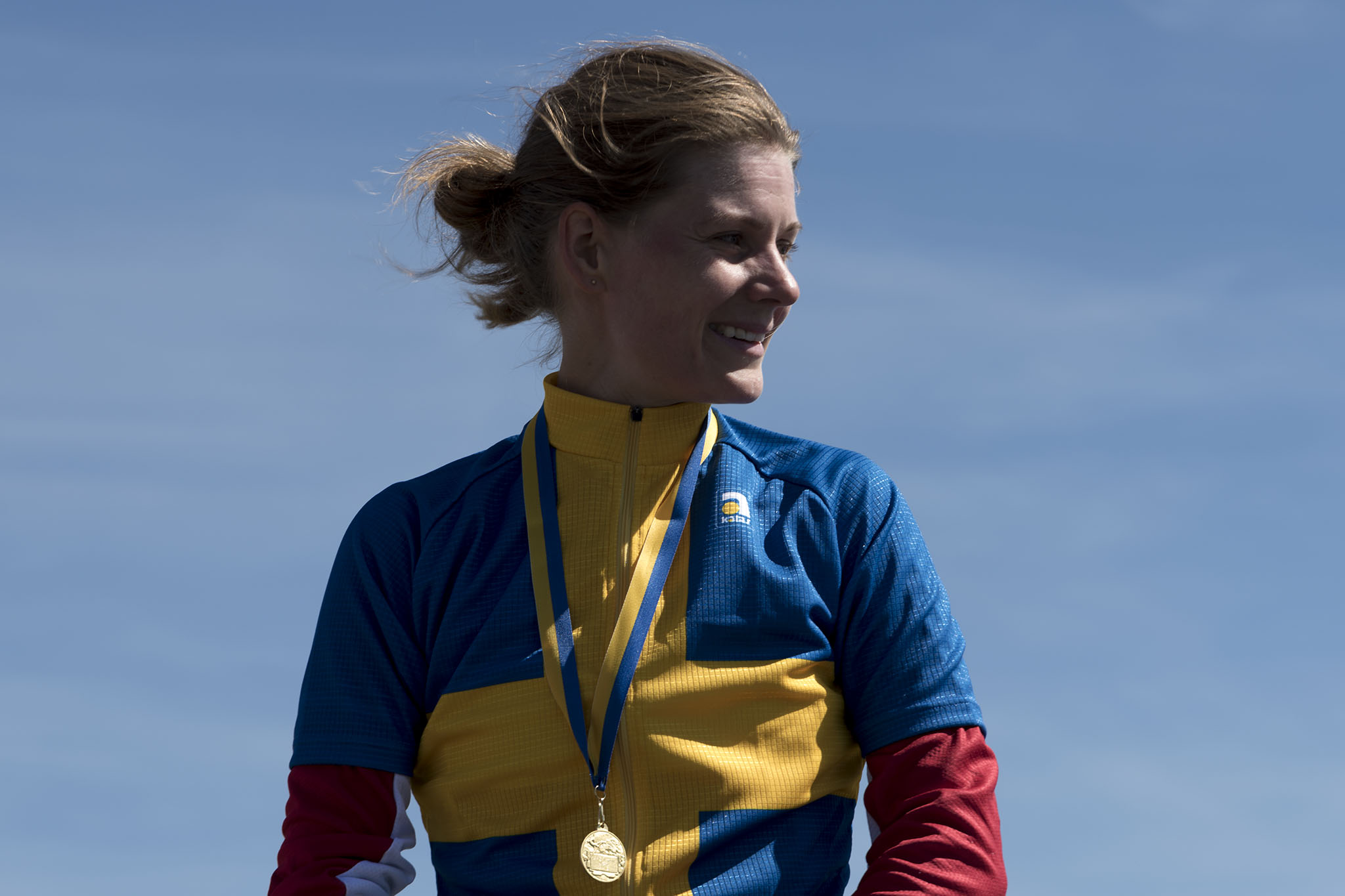
Emma Johansson won in 2016 voor de zesde maal het kampioenschap op de weg

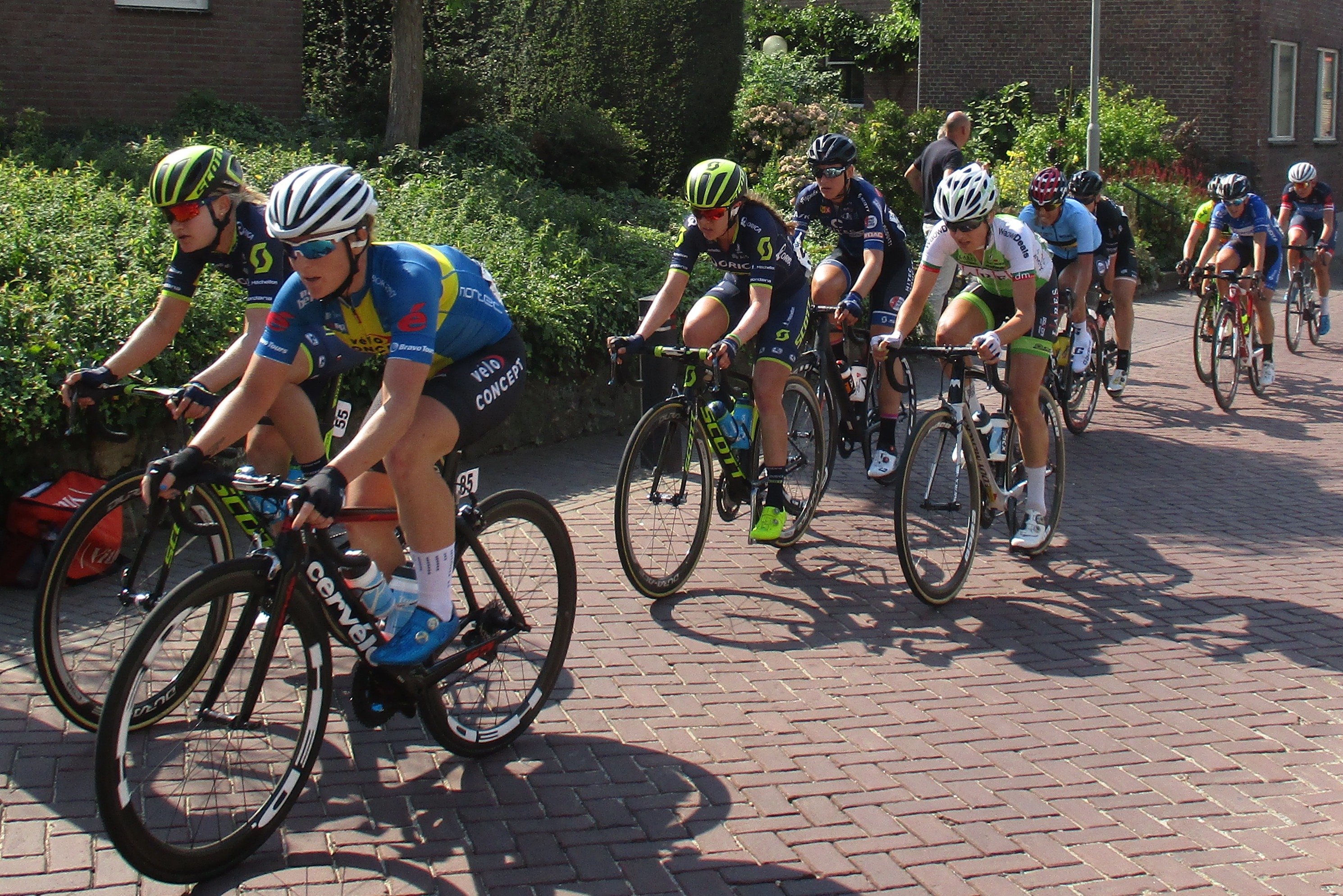
Sara Penton won in 2017

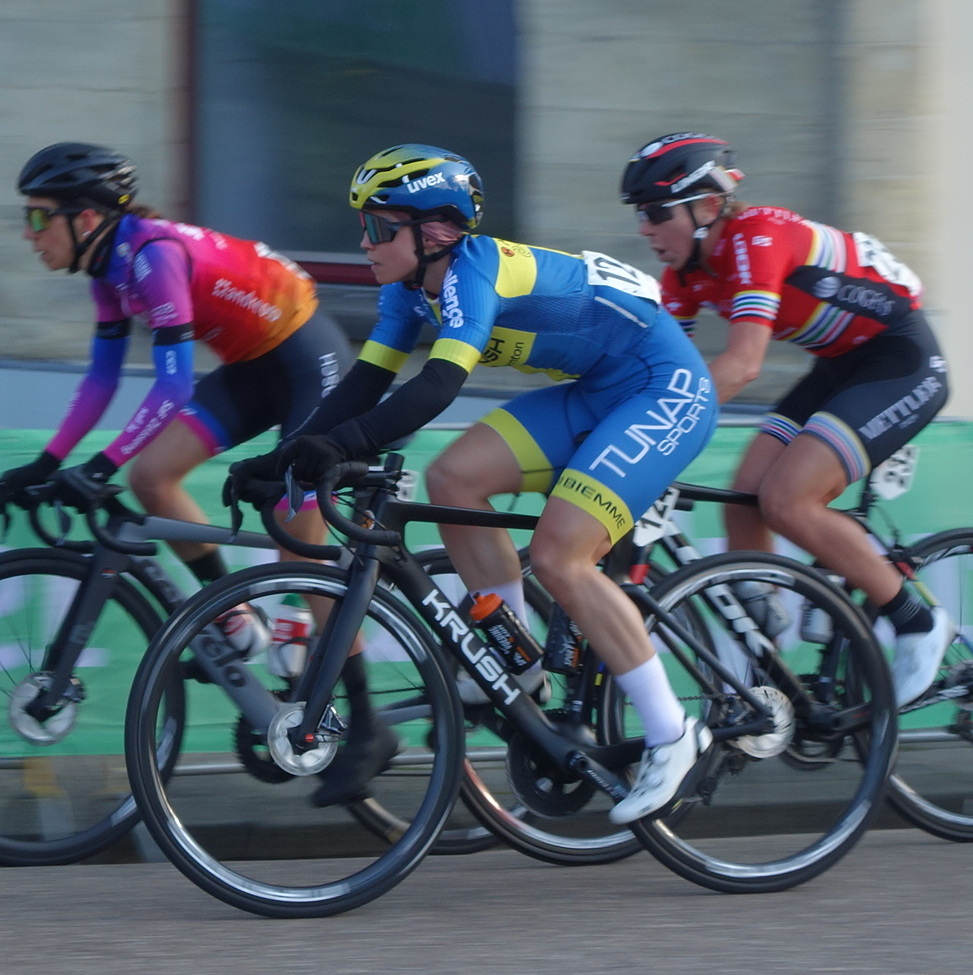
Nathalie Eklund won in 2020

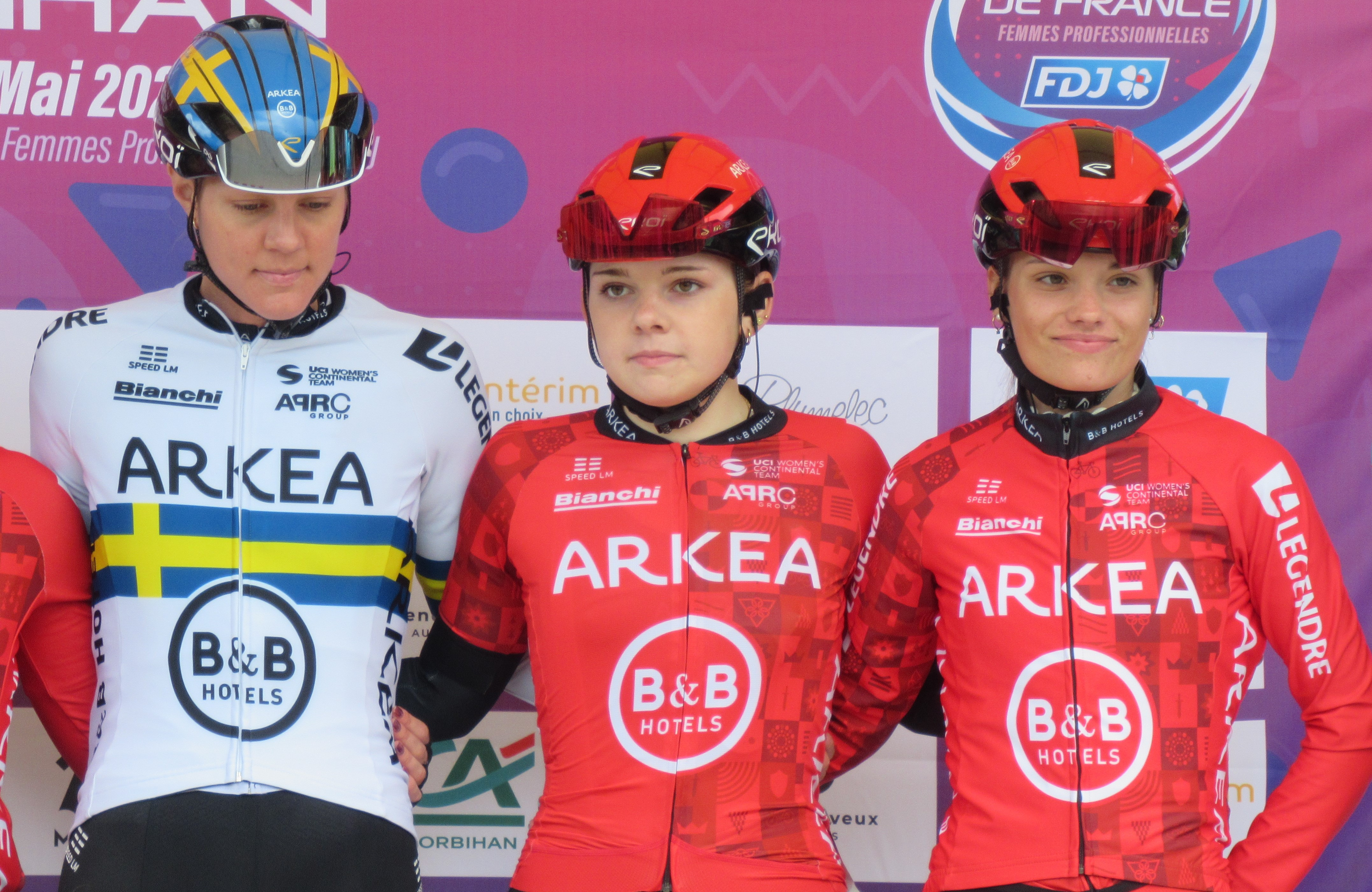
Emilia Fahlin won in 2008, 2018 en 2023

| Jaar | Goud                     | Zilver                   | Brons                  |
| ---- | ------------------------ | ------------------------ | ---------------------- |
| 1930 | Bernhard Britz           |                          |                        |
| 1931 | Arne Berg                |                          |                        |
| 1932 | Gösta Björklund          |                          |                        |
| 1933 | Bernhard Britz           |                          |                        |
| 1934 | Brendt Carisson          |                          |                        |
| 1935 | Rudolf Gustavsson        |                          |                        |
| 1936 | Ingvar Ericsson          |                          |                        |
| 1937 | Martin Ludin             |                          |                        |
| 1938 | Sven Johansson           |                          |                        |
| 1939 | Ingvar Ericsson          |                          |                        |
| 1940 | Ingvar Ericsson          |                          |                        |
| 1941 | Sven Johansson           |                          |                        |
| 1942 | Sture Andersson          |                          |                        |
| 1943 | Harry Snell              |                          |                        |
| 1944 | Harry Snell              | Sture Andersson          | Ole Wickholm           |
| 1945 | Harry Jansson            | Harry Snell              | Sture Andersson        |
| 1946 | Nils Johansson           | Harry Snell              | Olle Wänlund           |
| 1947 | Sigge Larsson            | Harry Snell              | Sven Johansson         |
| 1948 | Harry Snell              | Sven Johansson           | Nils Johansson         |
| 1949 | Bengt Fröbom             | Nils Johansson           | Yngve Lundh            |
| 1950 | Harry Snell              | Sven Johansson           | Olle Wänlund           |
| 1951 | Stig Mårtensson          | Harry Snell              | Lars Nordwall          |
| 1952 | Stig Mårtensson          | Evert Lindgren           | Lars Nordwall          |
| 1953 | Axel Öhgren              | Yngve Lundh              | Sven Körberg           |
| 1954 | Lars Carlén              | Lars Nordwall            | Owe Nordqvist          |
| 1955 | Karl Johansson           | Lars Nordwall            | Sven Körberg           |
| 1956 | Roland Ströhm            |                          | Lars Nordwall          |
| 1957 | Uno Borgengârd           | Karl-Ivar Andersson      | Karl Johansson         |
| 1958 | Gunnar Göransson         | Karl-Ivar Andersson      | Sven-Uno Stensson      |
| 1959 | Owe Adamsson             | Nils Körberg             | Bo Johansson           |
| 1960 | Owe Adamsson             | Karl Johansson           | Gunnar Göransson       |
| 1961 | Owe Adamsson             | Sune Hansson             | Göte Sundell           |
| 1962 | Owe Adamsson             | Gösta Pettersson         | Paul Munther           |
| 1963 | Einar Björklund          | Jupp Ripfel              | Lennart Emanuelsson    |
| 1964 | Sven Hamrin              | Jupp Ripfel              | Gösta Pettersson       |
| 1965 | Jupp Ripfel              | Sture Pettersson         | Steve Tell             |
| 1966 | Jupp Ripfel              | Sune Wennlöf             | Einar Björklund        |
| 1967 | Gösta Pettersson         | Jupp Ripfel              | Sune Wennlöf           |
| 1968 | Curt Söderlund           | Gösta Pettersson         | Krister Persson        |
| 1969 | Gösta Pettersson         | Jan-Åke Ek               | Curt Söderlund         |
| 1970 | Jupp Ripfel              | Sune Wennlöf             | Krister Persson        |
| 1971 | Jupp Ripfel              | Sune Wennlöf             | Leif Hansson           |
| 1972 | Sven-Åke Nilsson         | Ronnie Carlsson          | Bernt Johansson        |
| 1973 | Curt Söderlund           | Sven-Åke Nilsson         | Anders Gåvertsson      |
| 1974 | Bernt Johansson          | Leif Hansson             | Sven-Åke Nilsson       |
| 1975 | Roine Grönlund           | Ronnie Carisson          | Alf Segersäll          |
| 1976 | Tommy Prim               | Lennart Fagerlund        | Leif Hansson           |
| 1977 | Alf Segersäll            | Bengt Nilsson            | Tord Filipsson         |
| 1978 | Thomas Eriksson          | Håkan Larsson            | Bernt Scheler          |
| 1979 | Lennart Fagerlund        | Lars Eriksson            | Bernt Scheler          |
| 1980 | Bengt Asplund            | Roy Almquist             | Bernt Scheler          |
| 1981 | Thomas Eriksson          | Peter Lennart Jonsson    | Peter Weberg           |
| 1982 | Mårten Rosén             | Per Mikeal Christiansson | Anders Johansson       |
| 1983 | Göran Barkfors           | Patrick Serra            | Thomas Eriksson        |
| 1984 | Kjell Nilsson            | Anders Johansson         | Bengt Asplund          |
| 1985 | Per Mikael Christiansson | Peter Lennart Jonsson    | Lars Wahlqvist         |
| 1986 | Lars Wahlqvist           | Torbjörn Wallén          | Anders Adamsson        |
| 1987 | Jonas Tegström           | Patrick Serra            | Lars Wahlqvist         |
| 1988 | Anders Jarl              | Michel Lafis             | Per Moberg             |
| 1989 | Bengt Ring               | Allen Andersson          | Lars Wahlqvist         |
| 1990 | Anders Eklundh           | Michel Lafis             | Jan Karisson           |
| 1991 | Niklas Kindåker          | Patrick Serra            | Stefan Andersson       |
| 1992 | Anders Eklundh           | Per Strååt               | Per-Anders Johansson   |
| 1993 | Klas Johansson           | Michael Andersson        | Dan Kullgren           |
| 1994 | Michael Andersson        | Stefan Andersson         | Daniel Sjöberg         |
| 1995 | Glenn Magnusson          | Daniel Sjöberg           | Michel Lafis           |
| 1996 | Marcus Ljungqvist        | Michel Lafis             | Henrik Sparr           |
| 1997 | Michel Lafis             | Glenn Magnusson          | Johan Fredriksson      |
| 1998 | Esa Skyttä               | Michel Lafis             | Michael Andersson      |
| 1999 | Henrik Sparr             | Martin Rittsel           | Niklas Axelsson        |
| 2000 | Stefan Adamsson          | Magnus Bäckstedt         | Michel Lafis           |
| 2001 | Marcus Ljungqvist        | Niklas Axelsson          | Tobias Lergard         |
| 2002 | Stefan Adamsson          | Martin Rittsel           | Jonas Olsson           |
| 2003 | Jonas Holmkvist          | Magnus Bäckstedt         | Thomas Lövkvist        |
| 2004 | Petter Renäng            | Marcus Ljungqvist        | Christofer Stevenson   |
| 2005 | Jonas Ljungblad          | Christofer Stevenson     | Stefan Adamsson        |
| 2006 | Thomas Lövkvist          | Christofer Stevenson     | Lucas Persson          |
| 2007 | Magnus Bäckstedt         | Johan Landstrom          | Gustav Erik Larsson    |
| 2008 | Jonas Ljungblad          | Niklas Axelsson          | Thomas Lövkvist        |
| 2009 | Marcus Ljungqvist        | Frederik Ericsson        | Patrik Moren           |
| 2010 | Michael Stevenson        | Gustav Erik Larsson      | Michael Olsson         |
| 2011 | Philip Lindau            | Alexander Gingsjö        | Marcus Johansson       |
| 2012 | Christofer Stevenson     | Lars Andersson           | Fredrik Kessiakoff     |
| 2013 | Michael Olsson           | Petter Persson           | Hakan Nilsson          |
| 2014 | Michael Olsson           | Alexander Wetterhall     | Marcus Fåglum Karlsson |
| 2015 | Alexander Gingsjö        | Richard Larsen           | Tobias Ludvigsson      |
| 2016 | Richard Larsen           | Niklas Gustavsson        | Ludwig Bengtsson       |
| 2017 | Kim Magnusson            | Richard Larsen           | Alexander Wetterhall   |
| 2018 | Lucas Eriksson           | Tobias Ludvigsson        | Gustav Höög            |
| 2019 | Lucas Eriksson           | Tobias Ludvigsson        | Erik Bergström Frisk   |
| 2020 | Kim Magnusson            | Jacob Eriksson           | Lucas Eriksson         |
| 2021 | Victor Hillerström Rundh | Richard Larsen           | Lucas Eriksson         |
| 2022 | Lucas Eriksson           | Tobias Ludvigsson        | Jacob Eriksson         |
| 2023 | Lucas Eriksson           | Hugo Forssell            | Edvin Lovidius         |
| 2024 | Jacob Eriksson           | Joel Rydergen            | Gabriel Sandør         |
| 2025 | Hugo Forssell            | Lucas Eriksson           | Ville Merlöv           |

### Tijdrit

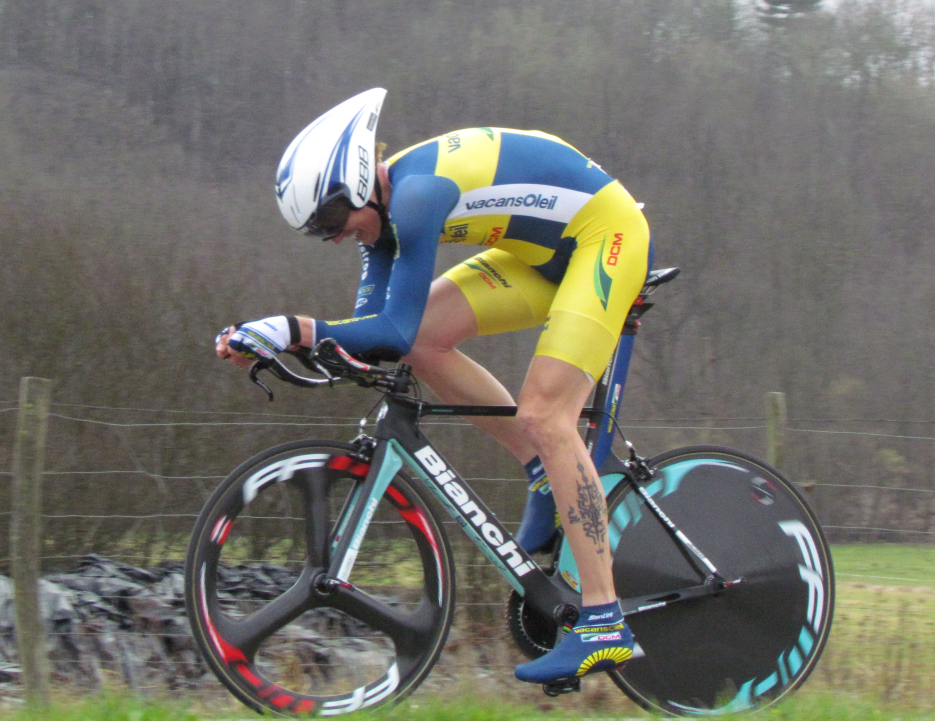
Gustav Larsson won zeven tijdrittitels

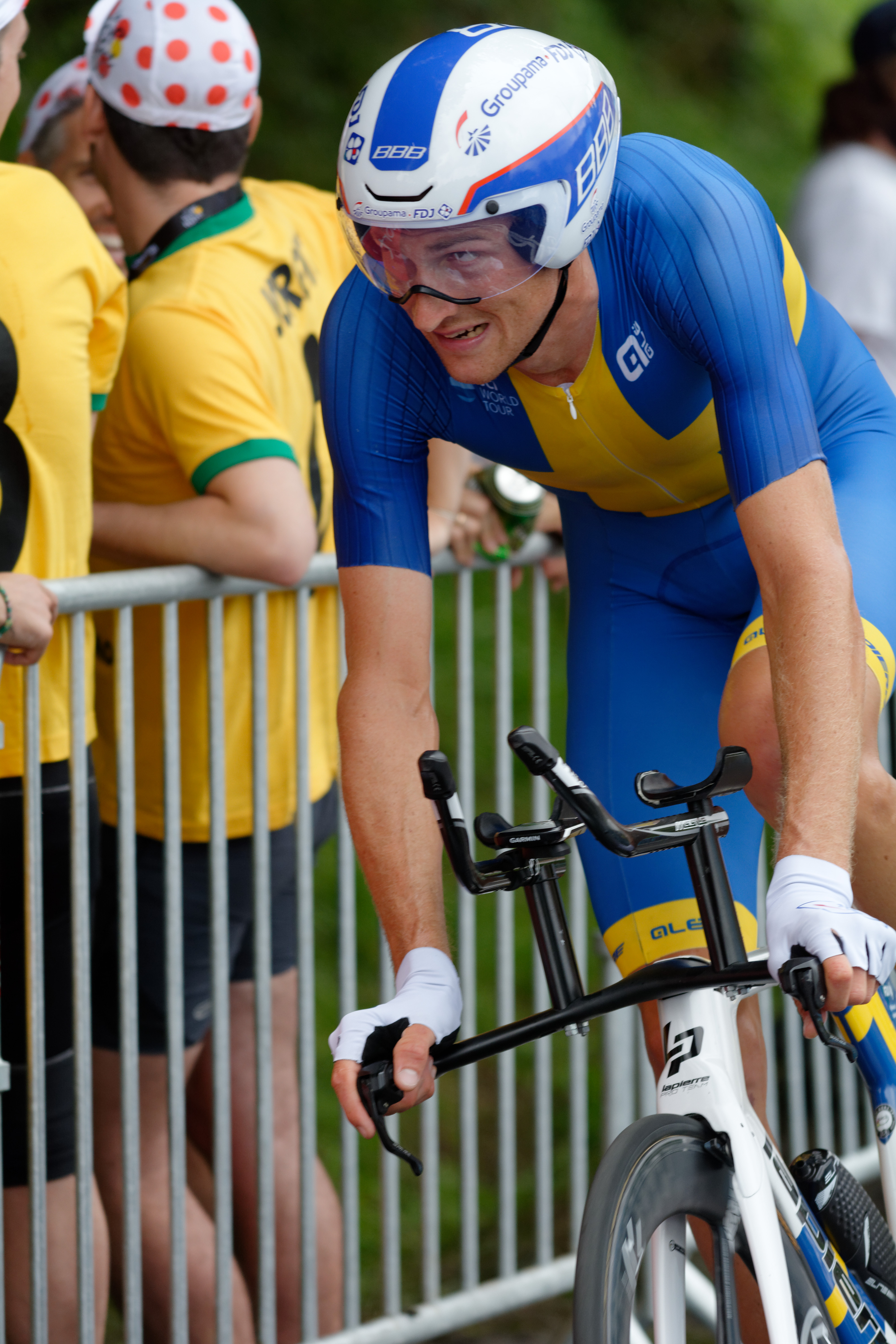
Tobias Ludvigsson won in 2017, 2018 en 2019

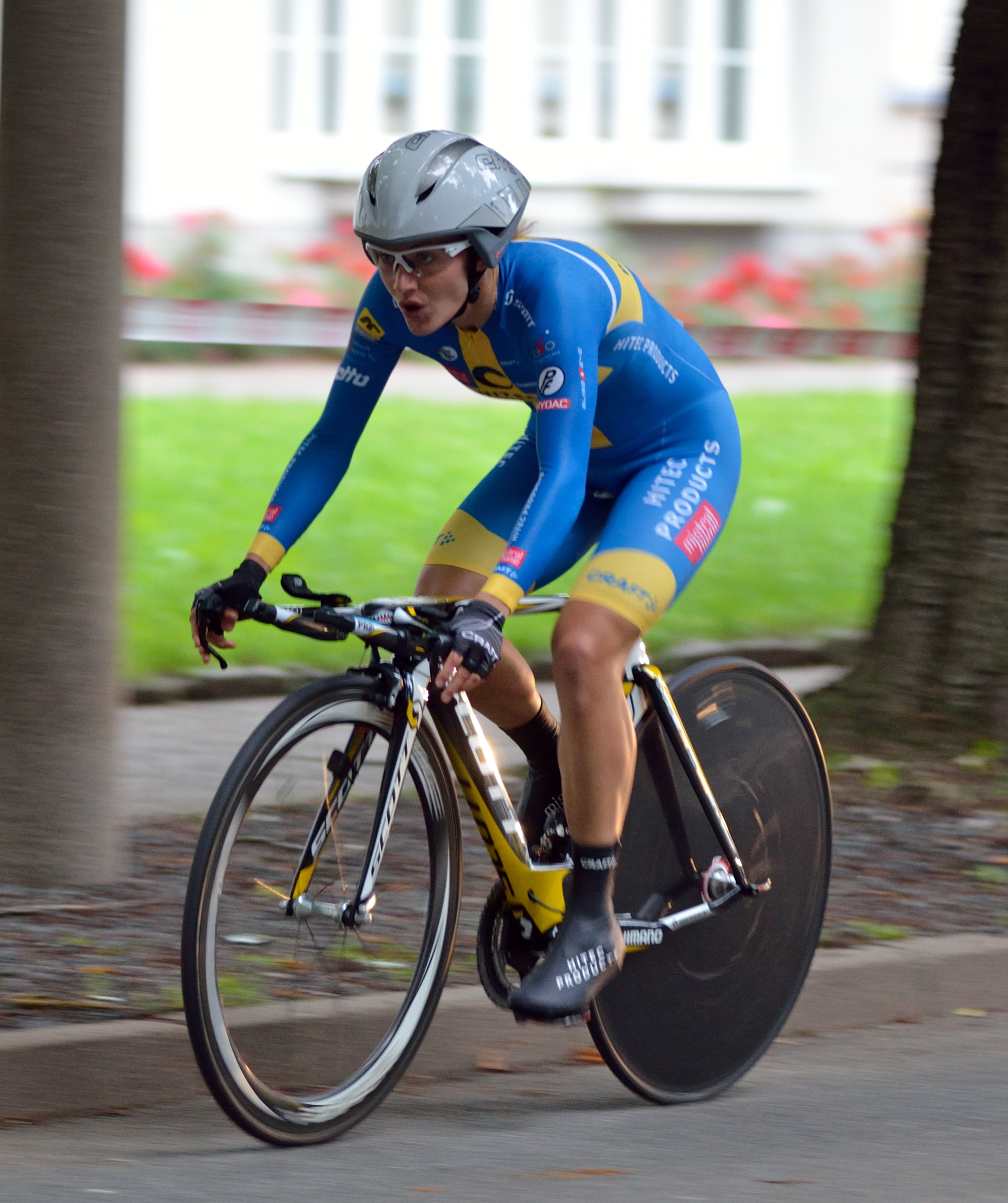
Emma Johansson werd acht keer Zweeds kampioene tijdrijden

| Jaar | Goud                 | Zilver               | Brons                  |
| ---- | -------------------- | -------------------- | ---------------------- |
| 1920 | Harry Stenqvist      |                      |                        |
| 1921 | Arthur Bjurberg      |                      |                        |
| 1922 | Arthur Bjurberg      |                      |                        |
| 1923 | Arthur Bjurberg      |                      |                        |
| 1924 |                      |                      |                        |
| 1925 | Arthur Bjurberg      |                      |                        |
| 1926 | Karl Lundberger      |                      |                        |
| 1927 | Karl Lundberger      |                      |                        |
| 1928 | Folke Nilsson        |                      |                        |
| 1929 | Nils Holmqvist       |                      |                        |
| 1930 | Sven Thor            |                      |                        |
| 1931 | Sven Thor            | Bernhard Britz       | Gustaf Svensson        |
| 1932 | Sven Thor            |                      |                        |
| 1933 | Gustaf Svensson      |                      |                        |
| 1934 | Gustaf Svensson      |                      |                        |
| 1935 | Berndt Carlsson      |                      |                        |
| 1936 | Berndt Carlsson      |                      |                        |
| 1937 | Sven Johansson       |                      |                        |
| 1938 | Sven Johansson       |                      |                        |
| 1939 | Åke Seyffarth        |                      |                        |
| 1940 | Åke Seyffarth        |                      |                        |
| 1941 | Sven Johansson       |                      |                        |
| 1942 | Arvid Adamsson       |                      |                        |
| 1943 | Åke Seyffarth        | Karl Erik Söderström | Uno Karlsson           |
| 1944 | Harald Janemar       | Arvid Adamsson       | Harry Snell            |
| 1945 | Harry Snell          | Arvid Adamsson       | Harald Janemar         |
| 1946 | Åke Olivestedt       | Sven Johansson       | Yngve Lundh            |
| 1947 | Sven Johansson       | Hans Iwar            | Arvid Adamsson         |
| 1948 | Arvid Adamsson       | Yngve Lundh          | Sven Johansson         |
| 1949 | Alan Carlsson        | Arvid Adamsson       | Nils Johansson         |
| 1950 | Sven Johansson       | Olle Wänlund         | Arvid Adamsson         |
| 1951 | Stig Mårtensson      | John Wickström       | Lars Nordwall          |
| 1952 | Stig Mårtensson      | Evert Lindgren       | Lars Nordwall          |
| 1953 | Martin Sjökvist      | Gunnar Lindgren      | Stig Mårtensson        |
| 1954 | Lars Nordwall        | Evert Lindgren       | Gunnar Lindgren        |
| 1955 | Lars Nordwall        | Stig Mårtensson      | Sven Johansson         |
| 1956 | Herbert Dahlbom      | Gunnar Lindgren      | Gunnar Göransson       |
| 1957 | Herbert Dahlbom      |                      |                        |
| 1958 | Herbert Dahlbom      |                      |                        |
| 1959 | Sune Hansson         |                      |                        |
| 1960 | Herbert Dahlbom      |                      |                        |
| 1961 | Herbert Dahlbom      |                      |                        |
| 1962 | Gösta Pettersson     |                      |                        |
| 1963 | Gösta Pettersson     |                      |                        |
| 1964 | Gösta Pettersson     |                      |                        |
| 1965 | Gösta Pettersson     |                      |                        |
| 1966 | Gösta Pettersson     |                      |                        |
| 1967 | Gösta Pettersson     |                      |                        |
| 1968 | Gösta Pettersson     |                      |                        |
| 1969 | Gösta Pettersson     |                      |                        |
| 1970 | Curt Söderlund       |                      |                        |
| 1971 | Sten Andersson       |                      |                        |
| 1972 | Sten Andersson       |                      |                        |
| 1973 | Sten Andersson       |                      |                        |
| 1974 | Tord Filipsson       |                      |                        |
| 1975 | Tord Filipsson       |                      |                        |
| 1976 | Tord Filipsson       |                      |                        |
| 1977 | Tord Filipsson       |                      |                        |
| 1978 | Bengt Asplund        |                      |                        |
| 1979 | Tommy Prim           |                      |                        |
| 1980 | Bengt Asplund        |                      |                        |
| 1981 | Bengt Asplund        |                      |                        |
| 1982 | Bengt Asplund        |                      |                        |
| 1983 | Håkan Larsson        |                      |                        |
| 1984 | Bengt Asplund        |                      |                        |
| 1985 | Magnus Knutsson      |                      |                        |
| 1986 | Anders Jarl          |                      |                        |
| 1987 | Björn Johansson      |                      |                        |
| 1988 | Jan Karlsson         |                      |                        |
| 1989 | Jan Karlsson         |                      |                        |
| 1990 | Lars Wahlqvist       |                      |                        |
| 1991 | Lars Wahlqvist       |                      |                        |
| 1992 | Michael Andersson    |                      |                        |
| 1993 | Michael Andersson    |                      |                        |
| 1994 | Magnus Åström        |                      |                        |
| 1995 | Jan Karlsson         |                      |                        |
| 1996 | Michael Andersson    |                      |                        |
| 1997 | Michael Andersson    |                      |                        |
| 1998 | Michael Andersson    |                      |                        |
| 1999 | Michael Andersson    |                      |                        |
| 2000 | Michael Andersson    | Petter Renäng        | Martin Rittsel         |
| 2001 | Jonas Olsson         | Gustav Larsson       | Tobias Lergard         |
| 2002 | Jonas Olsson         | Gustav Larsson       | Martin Rittsel         |
| 2003 | Magnus Bäckstedt     | Jonas Olsson         | Thomas Lövkvist        |
| 2004 | Thomas Lövkvist      | Petter Renäng        | Fredrik Johansson      |
| 2005 | Viktor Renäng        | Stefan Grahn         | Stefan Adamsson        |
| 2006 | Gustav Larsson       | Thomas Lövkvist      | Marcus Ljungqvist      |
| 2007 | Gustav Larsson       | Magnus Bäckstedt     | Lucas Persson          |
| 2008 | Frederik Ericsson    | Gustav Larsson       | Thomas Lövkvist        |
| 2009 | Alexander Wetterhall | Frederik Ericsson    | Fredrik Kessiakoff     |
| 2010 | Gustav Larsson       | Sebastian Balck      | Fredrik Kessiakoff     |
| 2011 | Gustav Larsson       | Thomas Lövkvist      | Alexander Wetterhall   |
| 2012 | Gustav Larsson       | Tobias Ludvigsson    | Alexander Wetterhall   |
| 2013 | Gustav Larsson       | Tobias Ludvigsson    | Thomas Lövkvist        |
| 2014 | Alexander Gingsjö    | Alexander Wetterhall | Marcus Fåglum Karlsson |
| 2015 | Gustav Larsson       | Alexander Wetterhall | Joakim Aleheim         |
| 2016 | Alexander Wetterhall | Tobias Ludvigsson    | Gustav Larsson         |
| 2017 | Tobias Ludvigsson    | Alexander Wetterhall | Hampus Anderberg       |
| 2018 | Tobias Ludvigsson    | Staffan Arvidsson    | Hannes Bergström Frisk |
| 2019 | Tobias Ludvigsson    | Erik Bergström Frisk | Hugo Forssell          |
| 2020 | Jacob Ahlsson        | Tobias Ludvigsson    | Hugo Forssell          |
| 2021 | Hugo Forssell        | Jacob Ahlsson        | Tobias Ludvigsson      |
| 2022 | Jacob Ahlsson        | Edvin Lovidius       | Tobias Ludvigsson      |
| 2023 | Jacob Ahlsson        | Jakob Söderqvist     | Hjalmar Klyver         |
| 2024 | Jakob Söderqvist     | Tobias Ludvigsson    | Jacob Ahlsson          |
| 2025 | Jakob Söderqvist     | Jonathan Ahlsson     | Hugo Forssell          |

## Vrouwen

### Wegwedstrijd
| Jaar | Goud                 | Zilver              | Brons              |
| ---- | -------------------- | ------------------- | ------------------ |
| 1972 | Ann Pettersson       |                     |                    |
| 1973 | Tuulikki Jahre       |                     |                    |
| 1974 | Eva Johansson        |                     |                    |
| 1975 | Meeri Bodelid        |                     |                    |
| 1976 | Tuulikki Jahre       |                     |                    |
| 1977 | Tuulikki Jahre       |                     |                    |
| 1978 | Kristina Ranudd      |                     |                    |
| 1979 | Marianne Berglund    |                     |                    |
| 1980 | Anna-Karin Johansson |                     |                    |
| 1981 | Maria Johnsson       |                     |                    |
| 1982 | Maria Johnsson       |                     |                    |
| 1983 | Kristina Ranudd      |                     |                    |
| 1984 | Marianne Berglund    |                     |                    |
| 1985 | Paula Westher        |                     |                    |
| 1986 | Paula Westher        |                     |                    |
| 1987 | Marianne Berglund    |                     |                    |
| 1988 | Marie Höljer         |                     |                    |
| 1989 | Marie Höljer         |                     |                    |
| 1990 | Elisabeth Westman    |                     |                    |
| 1991 | Marianne Berglund    |                     |                    |
| 1992 | Christina Vosveld    | Elisabeth Westman   | Marie Hoeljer      |
| 1993 | Christina Vosveld    | Elisabeth Westman   | Marie Hoeljer      |
| 1994 | Susanne Ljungskog    | Marie Hoeljer       | Helena Norrman     |
| 1995 | Linda Hyden          | Marie Hoeljer       | Annelie Lundin     |
| 1996 | Madeleine Lindberg   | Marie Hoeljer       | Madeleine Lindberg |
| 1997 | Madeleine Lindberg   | Marie Hoeljer       | Annelie Lundin     |
| 1998 | Madeleine Lindberg   | Marie Hoeljer       | Madeleine Lindberg |
| 1999 | Madeleine Lindberg   | Susanne Ljungskog   | Marie Hoeljer      |
| 2000 | Madeleine Lindberg   | Susanne Ljungskog   | Jenny Algelid      |
| 2001 | Madeleine Lindberg   | Maria Oestergren    | Asa Hagberg        |
| 2002 | Nathalie Visser      | Veronika Andreasson | Susanne Ljungskog  |
| 2003 | Susanne Ljungskog    | Madeleine Lindberg  | Camilla Larsson    |
| 2004 | Susanne Ljungskog    | Monica Holler       | Madeleine Lindberg |
| 2005 | Susanne Ljungskog    | Maria Oestergren    | Mirella Ehrin      |
| 2006 | Susanne Ljungskog    | Monica Holler       | Karin Aune         |
| 2007 | Angelica Agerteg     | Linda Josefsson     | Madeleine Olsson   |
| 2008 | Emilia Fahlin        | Emma Johansson      | Susanne Ljungskog  |
| 2009 | Jennie Stenerhag     | Karin Aune          | Marie Lindberg     |
| 2010 | Emma Johansson       | Marie Lindberg      | Sara Mustonen      |
| 2011 | Emma Johansson       | Jennie Stenerhag    | Emilia Fahlin      |
| 2012 | Emma Johansson       | Emilia Fahlin       | Isabelle Söderberg |
| 2013 | Emilia Fahlin        | Emma Johansson      | Jessica Kihlbom    |
| 2014 | Emma Johansson       | Malin Rydlund       | Sara Mustonen      |
| 2015 | Emma Johansson       | Sara Mustonen       | Johanna Nilsson    |
| 2016 | Emma Johansson       | Sara Mustonen       | Emilia Fahlin      |
| 2017 | Sara Penton          | Ida Erngren         | Hanna Nilsson      |
| 2018 | Emilia Fahlin        | Lisa Nordén         | Sara Penton        |
| 2019 | Lisa Nordén          | Hanna Nilsson       | Nathalie Eklund    |
| 2020 | Nathalie Eklund      | Emilia Fahlin       | Matilda Frantzich  |
| 2021 | Carin Winell         | Hanna Johansson     | Alexandra Nessmar  |
| 2022 | Jenny Rissveds       | Emilia Fahlin       | Julia Borgström    |
| 2023 | Emilia Fahlin        | Clara Lundmark      | Julia Borgström    |
| 2024 | Mika Söderström      | Matilda Frantzich   | Clara Lundmark     |
| 2025 | Mika Söderström      | Emilia Fahlin       | Clara Lundmark     |

### Tijdrit
| Jaar | Goud                    | Zilver                 | Brons                |
| ---- | ----------------------- | ---------------------- | -------------------- |
| 1971 | Elisabet Höglund        |                        |                      |
| 1972 | Elisabet Höglund        |                        |                      |
| 1973 | Marja-Leena Huhtiniemi  |                        |                      |
| 1974 | Anna-Karin Johansson    | Marja-Leene Huhtiniemi | Elisabet Hoeglund    |
| 1975 | Marja-Leena Huhtiniemi  | Elisabet Hoeglund      | Christel Johansson   |
| 1976 | Tuulikki Jahre          |                        |                      |
| 1977 | Tuulikki Jahre          | Ritva Mykkaenen        | Anna-Karin Johansson |
| 1978 | Anna-Karin Johansson    | Tuulikki Jahre         | Kristina Ranudd      |
| 1979 | Tuulikki Jahre          |                        |                      |
| 1980 | Tuulikki Jahre          |                        |                      |
| 1981 | Maria Johnsson          | Tuulikki Jahre         | Pia Prim             |
| 1982 | Maria Johnsson          |                        |                      |
| 1983 | Kathrine Lundström      |                        |                      |
| 1984 | Marie Höljer            |                        |                      |
| 1985 | Christina Vosveld       |                        |                      |
| 1986 | Christina Vosveld       |                        |                      |
| 1987 | Christina Vosveld       |                        |                      |
| 1988 | Christina Vosveld       |                        |                      |
| 1989 | Christina Vosveld       |                        |                      |
| 1990 | Christina Vosveld       |                        |                      |
| 1991 | Marie Höljer            |                        |                      |
| 1992 | Christina Vosveld       |                        |                      |
| 1993 | Christina Vosveld       |                        |                      |
| 1994 | Susanne Ljungskog       |                        |                      |
| 1995 | Jenny Algelid           | Marie Hoeljer          | Helena Norrman       |
| 1996 | Jenny Algelid           | Susanne Ljungskog      | Marie Hoeljer        |
| 1997 | Jenny Algelid           | Marie Hoeljer          | Susanne Ljungskog    |
| 1998 | Jenny Algelid           | Susanne Ljungskog      | Marie Hoeljer        |
| 1999 | Jenny Algelid           | Susanne Ljungskog      | Marie Hoeljer        |
| 2000 | Jenny Algelid           | Marie Hoeljer          | Annica Jonsson       |
| 2001 | Madeleine Lindberg      | Susanne Ljungskog      | Veronika Andreasson  |
| 2002 | Jenny Algelid-Bengtsson | Susanne Ljungskog      | Lotta Green          |
| 2003 | Susanne Ljungskog       | Madeleine Lindberg     | Lotta Green          |
| 2004 | Susanne Ljungskog       | Madeleine Lindberg     | Lotta Green          |
| 2005 | Emma Johansson          | Monica Holler          | Madeleine Lindberg   |
| 2006 | Susanne Ljungskog       | Veronika Andreasson    | Eva Nyström          |
| 2007 | Emma Johansson          | Eva Nyström            | Marie Lindberg       |
| 2008 | Emma Johansson          | Dorotea Isaksson       | Camilla Larsson      |
| 2009 | Emilia Fahlin           | Susanne Ljungskog      | Emma Johansson       |
| 2010 | Emilia Fahlin           | Emma Johansson         | Sara Mustonen        |
| 2011 | Emilia Fahlin           | Emma Johansson         | Sara Mustonen        |
| 2012 | Emma Johansson          | Malin Rydlund          | Emilia Fahlin        |
| 2013 | Emma Johansson          | Lisa Nordén            | Malin Rydlund        |
| 2014 | Emma Johansson          | Eva Nyström            | Malin Rydlund        |
| 2015 | Emma Johansson          | Sara Mustonen          | Johanna Nilsson      |
| 2016 | Emma Johansson          | Emilia Fahlin          | Åsa Lundström        |
| 2017 | Lisa Nordén             | Asa Lundstrom          | Hanna Nilsson        |
| 2018 | Lisa Nordén             | Emilia Fahlin          | Frida Knutsson       |
| 2019 | Lisa Nordén             | Nathalie Eklund        | Hanna Nilsson        |
| 2020 | Lisa Nordén             | Nathalie Eklund        | Emilia Fahlin        |
| 2021 | Nathalie Eklund         | Ebba Granqvist         | Hanna Nilsson        |
| 2022 | Nathalie Eklund         | Julia Borgström        | Malin Alzén          |
| 2023 | Jenny Rissveds          | Nathalie Eklund        | Emilia Fahlin        |
| 2024 | Lisa Nordén             | Ebba Granqvist         | Stina Kagevi         |
| 2025 | Stina Kagevi            | Ella Wahlström         | Julia Borgström      |